# ソン・ドヨン
ソン・ドヨン（宋 道永、송도영、Song Do Yeong、1951年12月22日 - ）は大韓民国の女性声優。

## 出演作品
※太字は主役・ヒロイン・メインキャラクター。

### 日本アニメ
- キャンディ・キャンディ (イライザ・ラガン、アニー・ブライトン) ※MBCテレビ放送版
- 銀河鉄道999 (メーテル) ※MBCテレビ放送版
- 新世紀GPXサイバーフォーミュラ (菅生あすか) ※SBSテレビ放送版
- SLAM DUNK (赤木晴子) ※SBSテレビ放送版
- 十二戦支 爆烈エトレンジャー (タルト、ニャンマー/ ショコラ) ※KBSテレビ放送版
- とっとこハム太郎  (パンダくん、岩田カナ)
- NARUTO -ナルト- (綱手)
- ポールのミラクル大作戦 (ニーナ)
- 魔法使いサリー (夢野サリー) ※トゥーニバース放送版
- 勇者特急マイトガイン (吉永サリー)
- 遊戯王デュエルモンスターズ（真崎杏子）※SBS放送版

### 韓国アニメ
- 幻影闘士バストフレモン（ミント）
- オリンポスガーディアン  (エウロペ)
- 英魂機兵 Lazenca (イジズ 女王)
- クムドリ（クムドリ）※初期

### 海外アニメ
- タイニー・トゥーンズ (バブス・バニー)
- チャイニーズ・ゴースト・ストーリー スーシン  (スーシン)

### 吹き替え
映画
- 風と共に去りぬ（スカーレット・オハラ（ヴィヴィアン・リー）)
- 恋人たちの予感（サリー・オルブライト（メグ・ライアン）)
- コールド マウンテン（エイダ・モンロー（ニコール・キッドマン）) ※MBCテレビ放送版
- サウンド・オブ・ミュージック（マリア（ジュリー・アンドリュース）) ※SBSテレビ放送版
- 羊たちの沈黙（クラリス・スターリング（ジョディ・フォスター））

テレビドラマ
- バフィー 〜恋する十字架〜 （バフィー・アン・サマーズ（サラ・ミシェル・ゲラー))